# Roberto Visentini
Roberto Visentini (Gardone Riviera, 2 juni 1957) is een Italiaans voormalig wielrenner. In 1986 won hij de Ronde van Italië.

## Carrière
De Italiaan stond in de jaren tachtig bekend als een elegante renner en had enigszins een imago als playboy door zijn afkomst uit een rijke familie. Visentini was een sterke tijdrijder, een degelijk klimmer en begenadigd afdaler. Door slechte stressbestendigheid had Visentini geregeld te kampen met inzinkingen op belangrijke momenten in wedstrijden.
In 1975 werd Visentini wereldkampioen op de weg bij de junioren. In 1983 won hij de Tirreno-Adriatico en verloor de Giro d'Italia op bonificaties van landgenoot Giuseppe Saronni. Medio jaren tachtig reed Visentini bij de Carrera-ploeg. In 1985 leek hij op weg naar de eindzege in de Giro maar moest door ziekte opgeven. Zijn grootste overwinning was de eindwinst in de Giro d'Italia van 1986. Aan het begin van de laatste week nam Visentini de roze trui over van Giuseppe Saronni die 2'06" verloor in de bergetappe naar Foppolo. In de Giro d'Italia van 1987 moest hij de eindzege laten aan zijn Ierse ploeggenoot Stephen Roche. Aan het einde van de 13e etappe, een tijdrit van 46 km, nam hij de roze trui over van Roche. De hiërarchie binnen de ploeg werd gewijzigd en Visentini werd kopman. De Ier mocht kopman zijn voor de Ronde van Frankrijk. Twee dagen later in een rit naar Sappada profiteerde Roche echter van een zwak moment van Visentini en heroverde de roze trui. Gedesillusioneerd en vanwege de gevolgen van een valpartij kwam Visentini niet meer aan de start van de allerlaatste etappe.
In totaal won Visentini vijf etappes in de Ronde van Italië en twee in de Ronde van Spanje. In 1990 sloot hij zijn loopbaan af, met 18 wegzeges in totaal.

## Palmares
1975
 Wereldkampioen op de weg, Junioren
1978
Jongerenklassement Ronde van Italië
1979
Italiaans kampioen Achtervolging (baan), Elite
1980
Proloog en 16e etappe (deel B) Ronde van Spanje
1981
Ronde van Trentino
1982
Trofeo Baracchi (met Daniel Gisiger)
1983
22e etappe Ronde van Italië
Eindklassement Tirreno-Adriatico
Ruota d’Oro
1984
13e etappe Ronde van Italië
2e etappe Ronde van Trentino
6e etappe Tirreno-Adriatico
1986
6e etappe Ronde van Italië
Eindklassement Ronde van Italië
Milano-Vignola
1987
Proloog en 13e etappe Ronde van Italië

## Resultaten in voornaamste wedstrijden
| Jaar | Ronde van Italië | Ronde van Frankrijk | Ronde van Spanje |
| ---- | ---------------- | ------------------- | ---------------- |
| 1978 | 15e              |                     |                  |
| 1979 | 10e              |                     |                  |
| 1980 | 9e               |                     | 15e (2)          |
| 1981 | 6e               |                     |                  |
| 1982 | opgave           |                     |                  |
| 1983 | ↑ (1)            |                     |                  |
| 1984 | 18e (1)          | opgave              |                  |
| 1985 | opgave           | 49e                 |                  |
| 1986 | ↑ (1)            |                     |                  |
| 1987 | opgave (2)       |                     |                  |
| 1988 | 13e              | 22e                 |                  |
| 1990 | 26e              |                     | opgave           |

| Jaar | Milaan-San Remo | Ronde van Lombardije |
| ---- | --------------- | -------------------- |
| 1978 | 26e             | 17e                  |
| 1979 | 74e             |                      |
| 1980 | 27e             |                      |
| 1981 | 73e             |                      |
| 1982 |                 | 11e                  |
| 1983 | 46e             |                      |
| 1984 | 29e             | 31e                  |
| 1985 | 69e             |                      |
| 1986 | 58e             |                      |
| 1987 | 126e            |                      |
| 1988 | 82e             |                      |
| 1990 |                 |                      |

Aiardi ·
Battaglin · 
Bontempi ·
Chinetti ·
Leali · 
Loro ·
Lualdi ·
Perini ·
Santoni ·
Tonon ·
Visentini
Aiardi ·
Battaglin · 
Bontempi ·
Fraccaro ·
Lang ·
Leali ·
Loro · 
Lualdi · 
Perini ·
Santoni ·
Tonon ·
Vagn Pedersen ·
Visentini
Bontempi ·
Bordonali ·
Breu · 
Chiappucci ·
Dazzan · 
Ghirotto ·
Lang ·
Leali ·
Mächler · 
Mutter · 
Perini ·
Rossignoli ·
Santoni ·
Tonon ·
Vagn Pedersen ·
Visentini ·
Zimmermann
Bergamo ·
Bontempi ·
Bordonali ·
Breu · 
Cassani ·
Chiappucci ·
Ghirotto ·
Leali ·
Mächler · 
Perini ·
Roche · 
Rossignoli ·
Schepers ·
Vagn Pedersen ·
Visentini ·
Zimmermann
Bergamo ·
Bontempi ·
Bordonali ·
Cassani ·
Chiappucci ·
Ferretti · 
Ghirotto ·
Leali ·
Mächler · 
Magnago ·
Perini ·
Roche  · 
Rossignoli ·
Schepers ·
Vagn Pedersen ·
Visentini ·
Votolo ·
Zimmermann
Antonelli ·
Bergamo ·
Bontempi ·
Bordonali ·
Čerin ·
Chiappucci ·
Chiesa · 
Davie ·
Ghirotto ·
Leali ·
Mächler · 
Magnago ·
Pastorelli ·
Perini ·
Tabai · 
Vairetti ·
Visentini ·
Votolo ·
Zimmermann
Allocchio ·
Ballerini ·
Bordonali ·
Contini ·
Faresin ·
Fregonese ·
Furlan ·
Gallo ·
Giupponi ·
Lang ·
Lietti ·
Lorenzon ·
Pagnin ·
Piasecki ·
Piovani ·
Pizzol ·
Rota ·
A. Saronni ·
G. Saronni ·
Strazzer ·
Vanzella ·
Visentini
Bergamo ·
Botarelli ·
Brandini ·
Cattai ·
Cecini · 
Colagè ·
Galleschi ·
Giuliani ·
Leali ·
Leoni ·
Martinello ·
Pagnoncelli (tot 31/05) · 
Pastorelli ·
Rossi ·
Rossignoli ·
Visentini